# Мурашко, Александр (фигурист)
Александр Мурашко (бел. Аляксандар Мурашка, 31 октября 1971, Минск, Белорусская ССР, СССР) — белорусский фигурист, выступавший в одиночном катании, тренер. Участвовал в зимних Олимпийских играх 1994 года.

## Биография
Александр Мурашко родился 31 октября 1971 года в Минске.
Начал заниматься фигурным катанием в 1978 году, тренировался у Натальи Лебедевой, впоследствии перешёл к Владимиру Чернышёву. Выступал в мужском одиночном катании, представлял минскую «Юность». Шесть раз завоёвывал золотые медали чемпионата Белоруссии (1992—1997).
В 1992—1997 годах выступал на международном уровне. Пять раз участвовал в чемпионатах мира (1993 — 24-е место, 1994 — 27-е, 1995 — 20-е, 1996 — 24-е, 1997 — 33-е). Четыре раза выступал на чемпионатах Европы (1993 — 22-е место, 1995 — 17-е, 1996 — 21-е, 1997 — 28-е). Трижды попадал в пятёрку лучших на международных турнирах: в 1992 году занял 5-е место на Piruetten в Хамаре, в 1994 году — на «Украинском сувенире» в Киеве, в 1996 году — на Skate Israel в Метуле.
В 1994 году вошёл в состав сборной Белоруссии на зимних Олимпийских играх в Лиллехаммере. Занял в мужском одиночном катании 24-е место в обязательной программе, 23-е — в произвольной и в итоге расположился на 23-м месте среди 24 участников.
В 1997 году завершил спортивную карьеру. Впоследствии переехал работать тренером в Калифорнию.